# Puiseux-le-Hauberger
Puiseux-le-Hauberger ist eine französische Gemeinde mit 859 Einwohnern (Stand: 1. Januar 2022) im Département Oise in der Region Hauts-de-France. Sie gehört zum Arrondissement Senlis, zum Gemeindeverband Thelloise und zum Kanton Méru. 

## Geographie
Die Gemeinde Puiseux-le-Hauberger liegt im Pays de Thelle an der Gobette, einem Nebenfluss der Esches, etwa 20 Kilometer nordöstlich von Pontoise und 25 Kilometer westlich von Senlis. Umgeben wird Puiseux-le-Hauberger von den Nachbargemeinden Dieudonné im Norden, Neuilly-en-Thelle im Osten, Fresnoy-en-Thelle im Südosten sowie Bornel im Westen.

## Bevölkerungsentwicklung
| Jahr                       | 1962 | 1968 | 1975 | 1982 | 1990 | 1999 | 2006 | 2013 | 2021 |
| -------------------------- | ---- | ---- | ---- | ---- | ---- | ---- | ---- | ---- | ---- |
| Einwohner                  | 337  | 379  | 431  | 587  | 773  | 790  | 832  | 832  | 841  |
| Quellen: Cassini und INSEE |      |      |      |      |      |      |      |      |      |

## Sehenswürdigkeiten
- Kirche Saint-Germain aus dem 12. Jahrhundert
- Schloss Puiseux

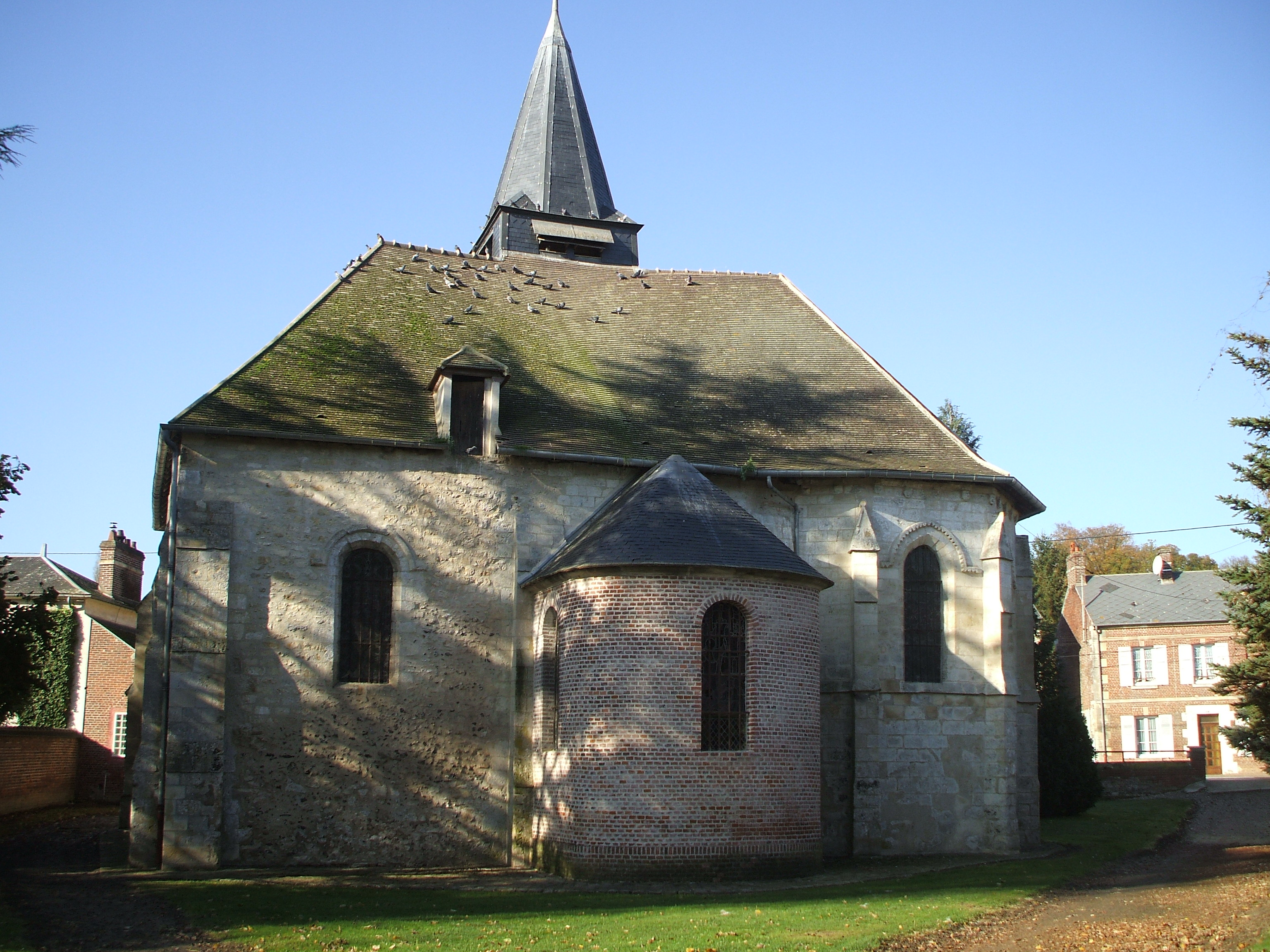
Kirche Saint-Germain
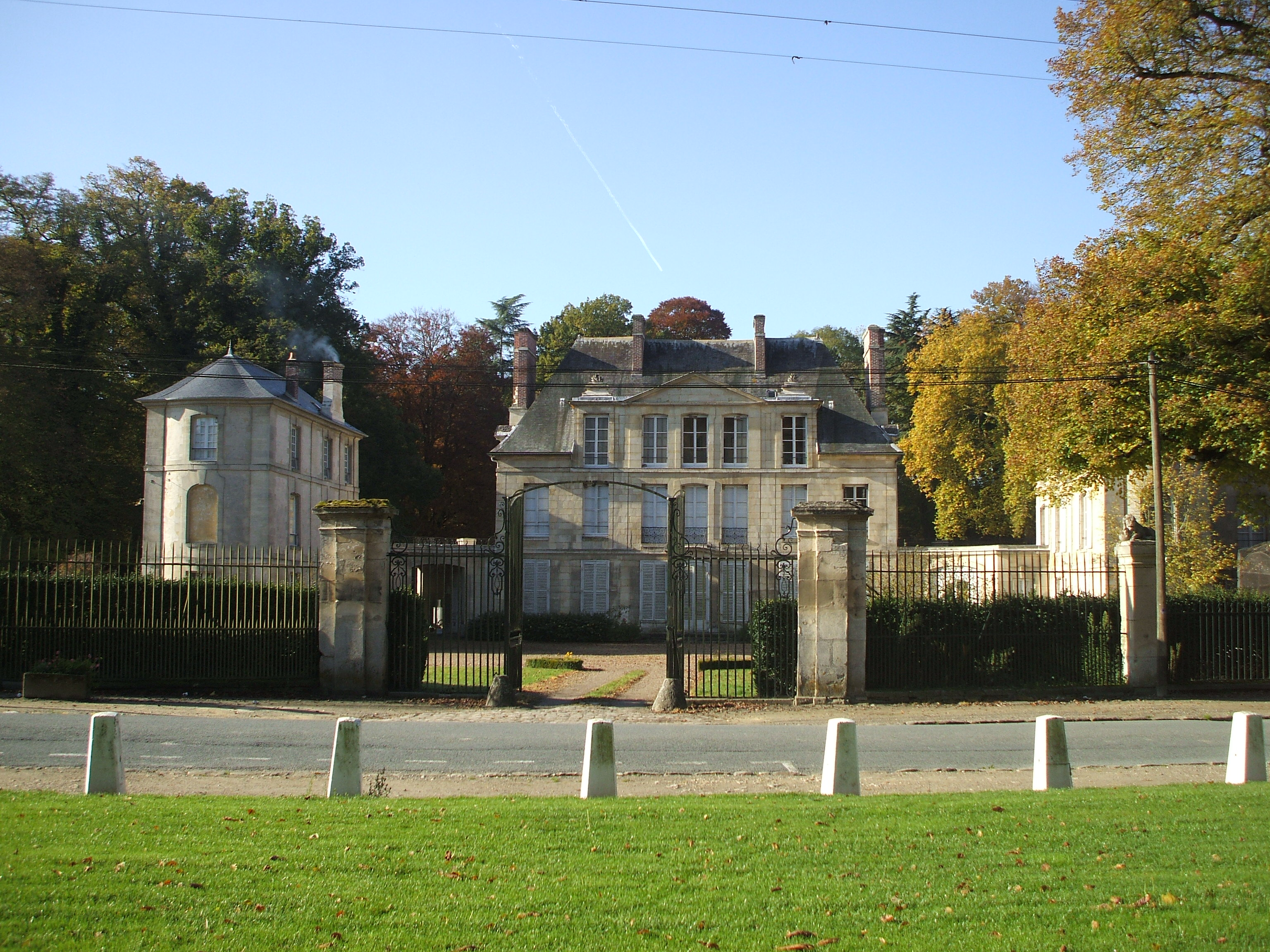
Schloss